# バミューダの謎/魔の三角水域に棲む巨大モンスター!
バミューダの謎/魔の三角水域に棲む巨大モンスター!（バミューダのなぞ/まのさんかくすいいきにすむきょだいモンスター!、en:The Bermuda Depths）は、日本・アメリカ合衆国合作の1978年のファンタジー映画。 ランキン・バスのアーサー・ランキン・Jrが脚本を書きテレビ映画として放映された。特殊効果とクリーチャー造形は円谷プロダクションによって制作された。この映画は1978年1月27日にABCで米国で最初に放映された後に日本の劇場で公開された。

## キャスト
| 役名         | 俳優               | 日本語吹替                                                       |
| 役名         | 俳優               | フジテレビ版                                                     |
| ------------ | ------------------ | ---------------------------------------------------------------- |
| マグナス     | リー・マクロスキー | 松橋登                                                           |
| エリック     | カール・ウェザース | 神太郎                                                           |
| ジェニー     | コニー・セレッカ   | 市毛良枝                                                         |
| ポーリス博士 | バール・アイヴス   | 桑山正一                                                         |
| 不明 その他  |                    | 寺島信子 高橋ひろ子 中村武己 伊井篤史 稲葉実 難波克弘 冨永みーな |
|              |                    |                                                                  |
| 演出         | 演出               | 斯波重治                                                         |
| 翻訳         | 翻訳               | 榎あきら                                                         |
| 効果         | 効果               | 南部満治/大橋勝次                                                |
| 調整         | 調整               | 桑原邦男                                                         |
| 制作         | 制作               | オムニバスプロモーション                                         |
| 解説         | 解説               | 高島忠夫                                                         |
| 初回放送     | 初回放送           | 1979年7月20日 『ゴールデン洋画劇場』 未公開パニック映画傑作選    |